# Staza Albert Park
Staza Albert Park (eng. Albert Park Circuit) je trkaća staza smještena u gradu Melbourne u pokrajini Victoriji u Australiji. Dio je kalendara Formule 1 od 1996. Staza je bila predmetom rasprave zbog mjesta na kojem se nalazi jer je prema tvrdnjama prijatelja okoliša jezero Albert Park, oko kojeg se nalazi staza, pretvoreno u igralište za bogate.

## Konfiguracija staze
Staza Albert Park smještena je u poslovnom središtu Melbournea, a sastoji se od javnih prometnica i parkirališta unutar samoga parka. Riječ je o privremenoj uličnoj stazi, s mješavinom brzih, neprekinutih zavoja i tehničkih dijelova skrivenih među drvećem samoga parka. Malo je dugih ravnih dijelova zbog čega su pretjecanja u Formuli 1 rijetka, no uvođenje dvaju DRS zona 2012. donijelo je više pretjecanja. Staza ima prilično velike downforce zahtjeve zbog mnoštva zavoja i manjka dugih pravaca, a bitna je i stabilnost bolida prilikom naglih promjena smjera. Potrošnja guma među manjima je u kalendaru, ali zato su kočnice jako opterećene, posebno jer imaju malo vremena da se ohlade između uzastopnih kočenja. Potreba je i vrlo dobra trakcija kako bi se što bolje ubrzalo na izlasku iz sporih šikana i nekih vrlo sporih zavoja.

## Popis natjecanja na stazi
- Formula 1
- Australian Formula 3
- Australian Formula 4
- Australian Formula Ford
- Formula 5000
- Australian GT
- Porsche Carrera Cup
- Ferrari Challenge
- Australian Nations Cup
- Aussie Racing Cars
- Supercars Championship
- SuperUtes Series
- Group A
- Group C (Australia)

## Vanjske poveznice
- Albert Park Circuit F1stats